# Phillip Griffiths
Phillip Griffiths (Raleigh, 18 ottobre 1938) è un matematico statunitense, conosciuto per il suo lavoro sulle varietà complesse in geometria algebrica e vincitore del premio Wolf nel 2008.